# Giacomo Maspero
Giacomo Maspero (Como, 31 dicembre 1992) è un cestista italiano.

## Carriera
È cresciuto nel settore giovanile della Pallacanestro Cantù per la quale, nell'estate del 2010, firma un contratto quinquennale.
Fa il suo esordio in Serie A il 6 novembre 2010 contro il Teramo Basket.
Dopo essere stato aggregato per 3 stagioni alla prima squadra nell'estate del 2011 viene ceduto in prestito alla U.S. Sangiorgese, squadra dell'hinterland milanese, militante in DNB. Viene nominato Miglior under del campionato.
Rientrato alla base al termine della stagione viene ceduto, ancora in prestito, ma in DNA, al Basket Treviglio.
Anche la stagione seguente viene ceduto in prestito, questa volta in Serie A2 Gold, alla Leonessa Brescia.
Al termine del campionato ritorna alla Pallacanestro Cantù con la quale disputa nella stagione 2014-2015 il campionato di Serie A e l'Eurocup.
Dopo due stagioni in Serie A2 a Recanati, in cui nella prima vince la classifica di miglior tiratore da 3 per percentuale della Regular Season (44,5%), il 5 agosto 2017 torna nuovamente a Cantù firmando un contratto biennale; dopo una stagione, nel giugno 2018 Maspero e Cantù rescindono consensualmente il contratto.
Nel giugno 2018 firma per la Scaligera Basket Verona, squadra militante in Serie A2 girone Est.
Il 21 gennaio 2019, Maspero lascia Verona e firma con l'aurora desio fino al termine della stagione.